# 水療

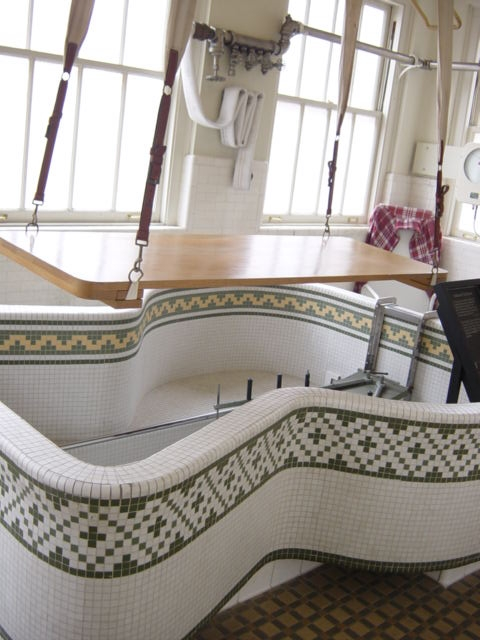
具有木製病患舉升設備的全身水療桶

水療（hydrotherapy），為物理治療的一種，利用水的各種物理特性，作用在人體以達到各種療效。

## 歷史
早在古希臘時代，西方醫學之父希波克拉提斯（Hippocrates）就使用溫泉做治療，此外古代中國、日本亦有溫泉療法的記載。直到18世紀－19世紀，德國水療之父塞巴斯蒂安·克奈普（Sebastian Kneipp）等人發表，將水療做為正式醫療用途。今日水療常用來治療肌肉、骨骼等方面的疾病，而坊間流行的「SPA」亦為水療的一種。

## 物理及生理效應
利用水的多種物理特性，作用在人體上會產生以下的效應：
- 熱效應：溫熱水可促進血液循環、新陳代謝、放鬆肌肉、軟化軟組織等。
- 冷效應：冷水可降低疼痛感、消炎、消水腫等。
- 浮力：利用水的浮力分擔部分體重，較能輕鬆運動，作為運動的助力。
- 淨水壓：消水腫、肌力訓練的阻力來源之一。
- 黏滯性（來自於水分子間的吸引力）：黏滯性可視為水中肌力訓練的阻力來源之一。水中運動時阻力需與浮力（助力）一起考量，利用合適的運練技巧視病患需求給予患者浮力或阻力。
- 機械效應：產生旋渦（turbulence），可用來清理開放性傷口之結痂及老舊敷藥等。

## 治療方式
水療方式非常多種，必須視病人的情況需求選擇最適合的水療方式。物理治療上常見的水療方式有：
- 熱水浴：水溫約40-42°C，亦為淺層熱療的一種。
- 冷水浴：水溫約15-20°C，亦為冷療的一種。
- 對比浴
- 旋渦浴
- 水中運動

## 優缺點

### 優點
- 治療時，可清楚觀察受治療部位的狀況。
- 有開放性傷口者亦可從事水療，在水中加入殺菌劑即可避免感染。
- 治療時病人可自由活動肢體，受治療部位不必固定，較為舒適。

### 缺點
- 治療所需空間較大，無法廣設於各家醫院。
- 水療設施購置、維護成本較昂貴，未必各家醫院都有意願設置水療區。

## 臨床應用

### 適應症
物理治療上，常會利用水療的病患有：
- 非急性期（受傷48小時之後）之軟組織問題：肌肉拉傷、肌肉痙攣、韌帶扭傷、疼痛等
- 非急性期之退化性關節炎、類風濕性關節炎
- 開放性傷口、燒燙傷
- 行動不便、肌力不足者，欲進行肌力訓練
- 手術後復健，如：骨折等

### 禁忌症
儘管水療對許多症狀都能使用，仍有部份患者不得進行水療，否則可能會更惡化：
- 發燒
- 惡性腫瘤
- 急性期發炎（受傷48小時之內）
- 嚴重高血壓、低血壓、心臟病
- 嚴重周邊血管病變者，如糖尿病、動脈硬化、靜脈血栓、循環不良
- 對冷熱覺過於敏感或不敏感者
- 大小便失禁
- 對水懼怕等心理障礙

## 外部連結
- Hydrotherapy | Holistic Online.com （页面存档备份，存于）